# Nahuanura
Genre
Nahuanura est un genre de collemboles de la famille des Neanuridae.

## Distribution
Les espèces de ce genre se rencontrent en Amérique et en Asie.

## Liste des espèces
Selon Checklist of the Collembola of the World (version du 12 octobre 2019) :
- Nahuanura ce Palacios-Vargas & Najt, 1986
- Nahuanura ome Palacios-Vargas & Simón-Benito, 2007
- Nahuanura suenoi (Yosii, 1955)
- Nahuanura trioculata Palacios-Vargas & Simón-Benito, 2007
- Nahuanura yei Palacios-Vargas & Simón-Benito, 2007

## Publication originale
- Palacios-Vargas & Najt, 1986 : Collembola de las reservas de la Biosfera Mexicana (1). Neanurinae. Folia Entomologica Mexicané, no 68, p. 5-27.